# Bistum Srikakulam
Das Bistum Srikakulam (lat.: Dioecesis Srikakulamensis) ist eine in Indien gelegene römisch-katholische Diözese mit Sitz in Srikakulam.

## Geschichte
Papst Johannes Paul II. gründete es mit der Apostolischen Konstitution Ad aptius fovendum am 1. Juli 1993 aus Gebietsabtretungen des Bistums Visakhapatnam und es wurde dem Erzbistum Hyderabad als Suffragandiözese unterstellt wurde.
Am 16. Oktober 2001 wurde es Teil der Kirchenprovinz des Erzbistums Visakhapatnam.

## Territorium
Das Bistum umfasst die im Bundesstaat Andhra Pradesh gelegenen Distrikte Srikakulam und Teile von Vizianagaram.

## Bischöfe von Srikakulam
- Innayya Chinna Addagatla, 2001–2018
- Rayarala Vijay Kumar PIME, seit 2019